# Музеј Наполеона
Музеј Наполеона је био музеј артефаката који су некада припадали Наполеону I Бонапарти. Чинио је саставни део Кнежевске палате, садржао је колекцију коју је саставио принц Луис II, прадеда принца од Монака. Збирка је садржала бројне цареве ствари укључујући писма и документе који се односе на његову владавину и освајање Европе и реликвије из његовог изгнанства и заточеништва на Светој Јелени. У колекцији је била и одећа која је припадала Наполеону II Бонапарти. Предмети од историјског значаја који се односе на Кнежевину Монако су били изложени на мезанину у музеју, укључујући Повељу о независности Монака коју је потписао Луј XII. Музеј је основан на својој коначној локацији 1970. Збирка Наполеонових ефеката је продата на аукцији 2014. године како би се прикупила средства за реновирање Кнежеве палате. Шешир који је носио Наполеон је продат на аукцији за 1,9 милиона евра.